# Sitio de Middelburg (1572-1574)
El asedio de Middelburg (1572-1574), o simplemente asedio de Middelgurg, fue un asedio que duró dos años y tuvo lugar entre los años 1572 y 1574 durante la Guerra de los Ochenta Años. Un ejército rebelde holandés con el apoyo de los ingleses puso sitio a Middelburg que estaba retenida por las fuerzas españolas bajo el mando de Cristóbal de Mondragón. Los españoles resistieron y solo capitularon cuando las noticias de los refuerzos de ayuda para salvar a Middelburg fueron derrotadas en Rimmerswiel.

## Antecedentes

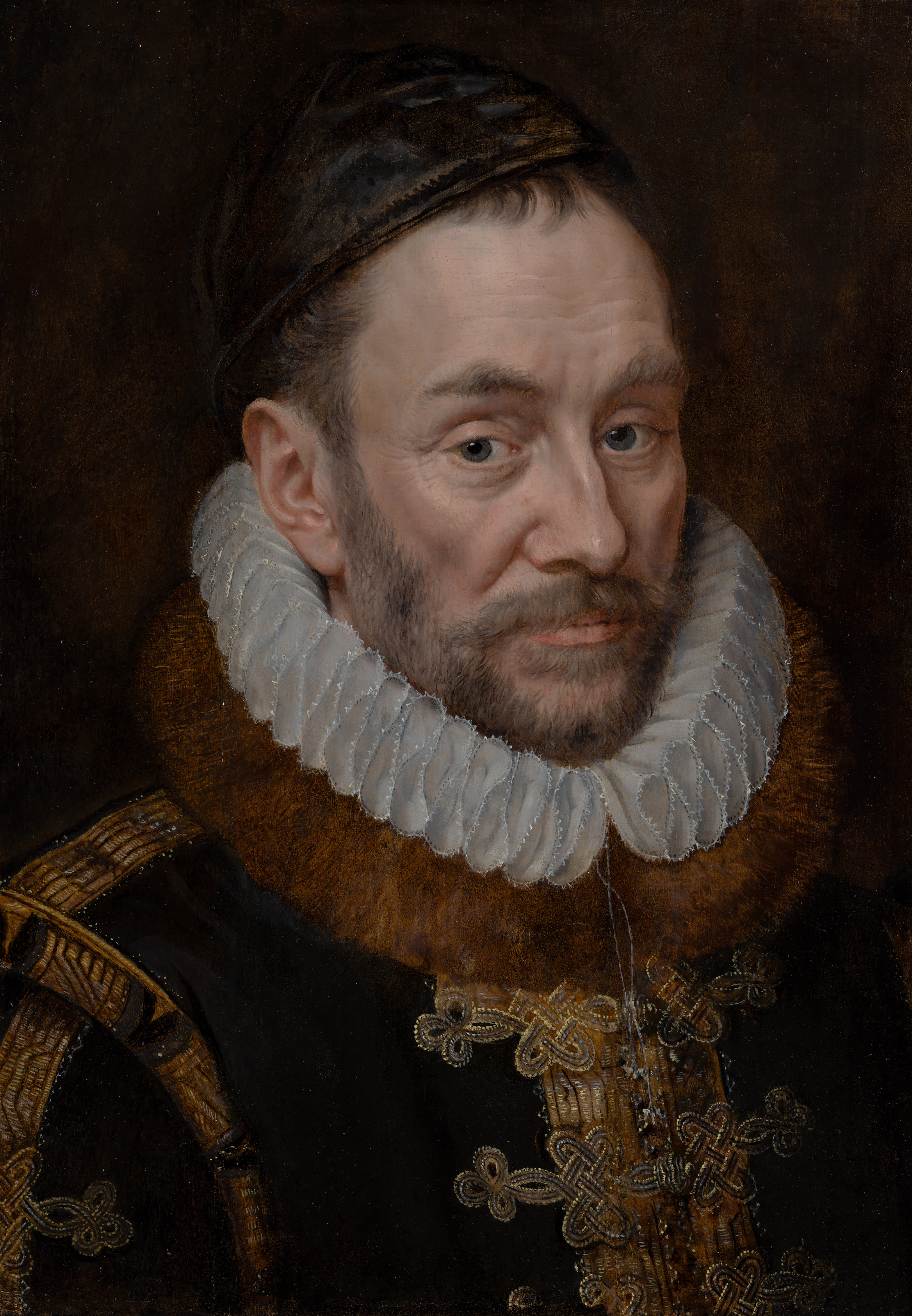
Stadtholder William of Orange

En 1566, la familia del rey de España había heredado las Diecisiete Provincias de los Países Bajos y estaba gobernada por la Monarquía española. En 1568, Guillermo de Orange, estatúder de Holanda, Zelandia y Utrecht, y otros nobles estaban insatisfechos con el dominio español en los Países Bajos. Surgieron una serie de revueltas contra las autoridades españolas, causadas principalmente por imposiciones religiosas y económicas a la población holandesa que también buscaba poner fin al duro gobierno del español Duque de Alba, gobernador general de los Países Bajos. Los rebeldes holandeses esperaban expulsar a Alba y sus tropas españolas del país por lo que las hostilidades aumentaron, lo que llevó a la Guerra de los Ochenta Años. En abril de 1572, los «Sea Beggars», rebeldes holandeses, capturaron Brielle lo cual causó sensación y tuvieron lugar una reacción en cadena de eventos especialmente en la isla de Walcheren. Después de que Brielle fue capturada, quisieron tomar la ciudad de Flushing. Otras ciudades en la provincia de Zeeland pronto se unieron a los rebeldes, y hacia mediados de 1572 solo Arnemuiden y Middelburg, en la isla de Walcheren, y Goes, en la isla de Zuid-Beveland, permanecieron bajo control español, todos ellos sitiados y amenazados por las fuerzas holandesas bajo el mando de Stadtholder William of Orange con el apoyo de tropas inglesas enviadas por la reina Isabel I.
Los rebeldes causaron estragos y saquearon propiedades e incendiaron iglesias en muchas de las aldeas en la isla cuando cayeron en sus manos, y también ciudades como Arnemuiden y Veere fueron entregadas por los habitantes simpatizantes de la causa rebelde.
Durante el levantamiento, Middelburg aún tenía una fuerte guarnición española y, a fines de abril de 1572, se llevó a cabo un intento de asalto formado por alrededor de 1100 rebeldes holandeses dirigidos por Jerome Tseraerts. Debido a la falta de recursos y apoyo, retrocedieron después de un día sufriendo pérdidas y luego recurrieron a saquear el exterior de la ciudad. En junio, se hizo otro intento, esta vez por solo un centenar de rebeldes holandeses. Liderado por Bernard Nicholas, el intento de asalto fue exitoso ya que las defensas exteriores se incautaron, pero poco después una salida de la guarnición logró expulsar a los holandeses. Middelburg aún no había sido asediado y los españoles pudieron abastecer la ciudad sin ningún obstáculo. El 4 de noviembre casi 1500 holandeses e ingleses bajo Jerome Tseraerts y Bartholt Entens van Mentheda ( nl )quien acaba de regresar del sitio fallido de Goes llegó a la isla de Walcheren y luego hizo planes para asediar Middelburg.

## El asedio

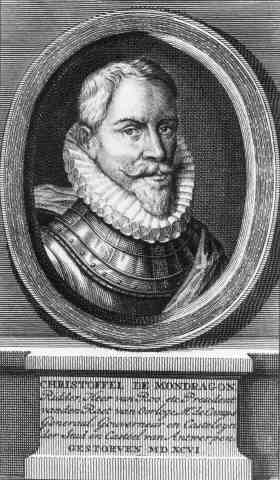
Cristóbal de Mondragón (1504-1596), comandante de las tropas españolas en la Guerra de los Ochenta Años

Las vías fluviales alrededor de la ciudad pronto se bloquearon, lo que pronto causó que los suministros escasearan para los habitantes de Middelburg. Los rebeldes incluyeron un regimiento inglés bajo Thomas Morgan y algunas insignias escocesas y además recientemente se había fortalecido por un número de reclutas no entrenados de Inglaterra.
Tseraerts fue comisionado para ser vicegobernador de toda la isla de Walcheren si tenía éxito en su tarea de tomar la ciudad. Los rebeldes pronto aparecieron en el castillo de Westhoven, ubicado al este de la ciudad, Tseraerts lideró un asalto que lo capturó, luego saqueó una abadía y luego la prendió fuego. El gobernador de Walcheren, Antoine de Borgoña, escribió reiteradamente al Duque de Alba, gobernador de los Países Bajos en nombre de Felipe II para informar sobre la situación en la ciudad que se estaba volviendo cada vez más difícil con el asedio. Alba ordenó a Cristóbal de Mondragón ir a Middelburg y destruir las posiciones de asedio anglo-holandesas y restaurar las líneas de suministro. Mientras tanto, Mondragón asumió la administración de la ciudad y, como resultado, Antoine de Borgoña renunció a convertirse en el alcalde de Middelburg.
A principios de diciembre, Sancho d'Avila llegó desde Amberes y el duque de Alba le ordenó enviar refuerzos por mar. Reunió una flota en Breskens y esperaba capturar a Flushing y apoderarse de los cursos de agua de en manos de los rebeldes en Walcheren. D'Avila envió algunas compañías por tierra a Middelburg y logró abastecer la ciudad. Estaba en camino a Flushing pero fue interceptado y derrotado por Lieven Keersmaker y perdió cinco naves.

### 1573
A principios de 1573, los holandeses lograron capturar el castillo en Popkensburg, en las afueras de la parte norte de Middelburg. Mientras tanto, dentro de las murallas de la ciudad la escasez de alimentos se sintió con fuerza cuando el amargo invierno duró más de lo previsto. Además del sufrimiento de la población, los soldados españoles también tenían muy poco en términos de consumo. La gente de la ciudad que era de poca utilidad, como los mendigos y las personas que morían de enfermedades, se quedaban afuera para ahorrar comida. A fines de julio, después de no haber liberado a Haarlem, Guillermo de Orange se hizo cargo de Tseraerts. [3]
El 5 de agosto, el cercano Fort Rammekens fue asaltado y capturado por los holandeses e ingleses dirigidos por Jacobus Schotte y poco a poco los puntos fuertes fueron conquistados lentamente uno por uno. [6] En Navidad, la escasez de alimentos fue tan grave que entre 1000 y 1500 civiles y soldados murieron antes de fin de año.

### 1574
La situación era desesperada en enero de 1574 con Middelburg todavía asediado y el duque de Alba fue llamado por el rey español y reemplazado por Luis de Requesens. De Requesens ordenó el alivio de Middelburg y montó una flota de setenta barcos bajo las órdenes de Julián Romero en Bergen op Zoom y Amberes; Sancho d'Avila con un centenar de barcos que se unirían a Romero. [3] Sin embargo, la operación fue un fiasco; partieron pero antes de que llegaran a Middelburg fueron atacados por los mendigos del mar que abordaron todos los lados de los barcos. Ningún barco logró llegar a Middelburg y esto fue un gran golpe para los españoles. [6]
A principios de febrero, la ciudad durante más de doce días no tuvo comida; Mondragón envió varios mensajeros a Requesens, pero nunca recibió una respuesta porque los mensajeros con cartas fueron interceptados. El 4 de febrero Mondragón recibió un mensaje personal de Guillermo of Orange; tuvo que rendir la ciudad en el plazo de cuatro días. Mientras tanto, para agravar aún más los problemas de Mondragón hubo una mayor afluencia de tropas holandesas, inglesas y escocesas que ahora rodeaban la ciudad. [5]

### Capitulación
El endurecido Mondragón se negó a rendirse y, como señal, prendió fuego a algunas casas y envió un mensajero a Guillermo de Orange para avisarle que docenas de lugares en la ciudad serían incendiados y que él iría a la lucha. Este llegó con un compromiso y propuso una negociación en Fort Rammekens con las siguientes condiciones: una capitulación honorable y un «retiro» con armas, banderas y estandartes. [3] Mondragón estaba preocupado por los habitantes a la luz de los recientes acontecimientos de los que él era plenamente consciente de las masacres españolas de las poblaciones de Haarlem, Naarden y Zutphen ordenadas por el duque de Alba. Le rogó al Príncipe que no se hiciera daño a los habitantes y al clero, y cuando esto se acordó, Guillermo de Orange y Mondragón firmaron un traslado el 18 de febrero. El 23 de febrero, la guarnición española mal alimentada y mal equipada abandonó la ciudad de Middelburg junto con el clero católico. [3]

## Consecuencias
Con la rendición de Middelburg, toda la isla de Walcheren, que vigila las dos bocas del río Escalda, se perdió entre los holandeses y los ingleses. La ciudad de Leiden, que había sido invadida por los españoles desde noviembre de 1573, aún resistía a Guillermo de Orange. [1] Mondragón llevó a su ejército derrotado, y luego amotinado, a Beveland y al año siguiente capturó Duiveland y más adelante Zierikzee. Después del asedio, Jacobo Schotte fue recompensado por Guillermo de Orange y fue nombrado alcalde de Middelburg. [7]